# Soluciones para Venezuela
Soluciones para Venezuela (SPV) es un movimiento popular y partido político venezolano de ideología socialdemócrata fundado el 7 de septiembre de 2018 bajo el liderazgo de Claudio Fermín.

## Posiciones políticas
Soluciones para Venezuela ha sido descrito como un partido de tercera vía. De igual manera, el partido se define a sí mismo como un «movimiento popular», el cual declaran que construyen «desde las bases porque somos de las bases». En este sentido, Claudio Fermín señala que su partido busca la «profundización de alianzas más allá de las organizaciones políticas».
El partido sostiene que el modelo político-económico imperante en Venezuela fracasó y que existen «diversas manifestaciones de un Estado fallido», aunque también reconoce que algunas sanciones impuestas por Estados Unidos y algunos países europeos han agravado la crisis venezolana. Asimismo, Soluciones ha criticado a una parte del liderazgo opositor por proponer «salidas improvisadas, ahogadas en la inmediatez», asegurando que a través de vías violentas se «agravarían [los problemas de Venezuela] en grado sumo».
Por otra parte, Soluciones para Venezuela defiende una postura en contra de la polarización política entre chavismo y antichavismo, a la cual describe como un «mecanismo de segregación». Así, el partido considera que la polarización lleva consigo la búsqueda de «aplastar» al otro sector, lo cual acaba con la democracia. De esta manera, el partido apuesta por una reinstitucionalización del país y a favor de un encuentro nacional. Sin embargo, aclaran que esta unidad nacional se plantea «a partir de las parroquias, de la gente, de abajo hacia arriba», y no «en función de una élite política».
Además, a diferencia de otros partidos de oposición, Soluciones está en contra del abstencionismo. En este sentido, de acuerdo con Claudio Fermín, la abstención electoral «fomenta la inacción y desmoviliza a los ciudadanos». Sin embargo, Fermín también afirma que no se puede simplemente esperar elecciones para tomar decisiones urgentes para el país.[cita requerida]
Asimismo, Fermín ha declarado que Soluciones para Venezuela está comprometido en defender una lucha «a favor de la de la soberanía, del patriotismo», por lo cual se oponen a la noción de que «exista un censor internacional para las decisiones soberanas del pueblo».

## Historia

### Antecedentes y fundación
Anteriormente, su principal líder Claudio Fermín se había postulado como precandidato para las elecciones presidenciales de 2018, pero declinó a favor de la candidatura de Henri Falcón. Los partidos que apoyaron la candidatura de Falcón fundaron la coalición opositora Concertación por el Cambio (CPC).

### Municipales de 2018
En septiembre de 2018, Soluciones fue habilitado por el Consejo Nacional Electoral para participar en las elecciones de concejos municipales de 2018, las cuales fueron sus primeras elecciones en concursar, junto con los demás partidos políticos pertenecientes a la coalición Concertación por el Cambio. La coalición CPC, de donde pertenece el partido, obtuvo 94 de 2 459 concejales con 1 160 493 votos con el 20,45 % en todo el país, en donde Soluciones obtuvo representación en algunos concejos municipales.

### Mesa de Diálogo Nacional
El 16 de septiembre de 2019 Claudio Fermín, líder de Soluciones, firmó junto a otros representantes de partidos pertenecientes a Concertación por el Cambio como el MAS, CAMBIEMOS y Avanzada Progresista (AP) un acuerdo con el oficialismo a través de la Mesa de Diálogo Nacional en la sede de la cancillería de Venezuela. Entre los acuerdos que se lograron estaba la reincorporación de parlamentarios oficialistas a la Asamblea Nacional, renovación de autoridades electorales, excarcelación de presos políticos y el canje de petróleo por alimentos, medicinas y servicios.

### Parlamentarias de 2020
Previo a las elecciones parlamentarias de 2020, Soluciones para Venezuela se encontraba en un «proceso de coincidencia» con partidos como Avanzada Progresista y el Movimiento al Socialismo, así como también con otras organizaciones integrantes de la Mesa de Diálogo Nacional para un eventual alianza electoral. Sin embargo, Soluciones no se sumó a la Alianza Democrática, coalición conformada por gran parte de los promotores de la Mesa de Diálogo Nacional porque consideraron que dicha coalición continuaba con una agenda de polarización contraria a lo defendido por Soluciones, aunque mantuvieron su apoyo a la iniciativa de diálogo con el Gobierno de Maduro.
Finalmente Soluciones para Venezuela hizo alianza en estas elecciones con el partido de izquierda REDES, liderado por Juan Barreto. El 6 de octubre de 2020 anunciaron públicamente sus candidatos para dicha elección en la plaza Bolívar de Caracas. Para estas elecciones, la tarjeta de Soluciones obtiene 99 649 votos (1,6 %), sin obtener ningún curul.
| Año  | Votos  | %     | Diputados |
| ---- | ------ | ----- | --------- |
| 2020 | 99 632 | 1,6 % | 0/277     |

## Resultados

### Parlamentarias
| Año  | Votos  | %    | Diputados |
| ---- | ------ | ---- | --------- |
| 2020 | 99 632 | 1,6% | 0/277     |

### Regionales
| Año  | Votos | % | Gobernadores | +/- | Alcaldías | +/- |
| ---- | ----- | - | ------------ | --- | --------- | --- |
| 2021 |       |   | 0/23         |     | 0/335     |     |
| 2025 |       |   | 0/23         |     | 1/335     |     |

### Municipales
| Año  | Votos | %      | Concejales |
| ---- | ----- | ------ | ---------- |
| 2018 | 3.701 | 0,065% | 19/2459    |

## Autoridades
- Jesús Gabriel Peña Navas, diputado suplente a la Asamblea Nacional por el estado Yaracuy.
- Ernesto Becerra, alcalde de Municipio Libertad del Estado Táchira